# 胡姆貝格 (亞利桑那州)
胡姆貝格（英語：Humbug）是位於美國亞利桑那州亞瓦派縣的一個非建制地區。該地的面積和人口皆未知。

## 地理
胡姆貝格的座標為34°03′17″N 112°19′24″W / 34.05472°N 112.32333°W，而該地的平均海拔高度為750米（即2461英尺）。